# Wilhelm Sebastian von Belling
Wilhelm Sebastian von Belling (Paulsdorf, 15 febbraio 1719 – Stolp, 28 novembre 1779) è stato un generale prussiano.

## Biografia

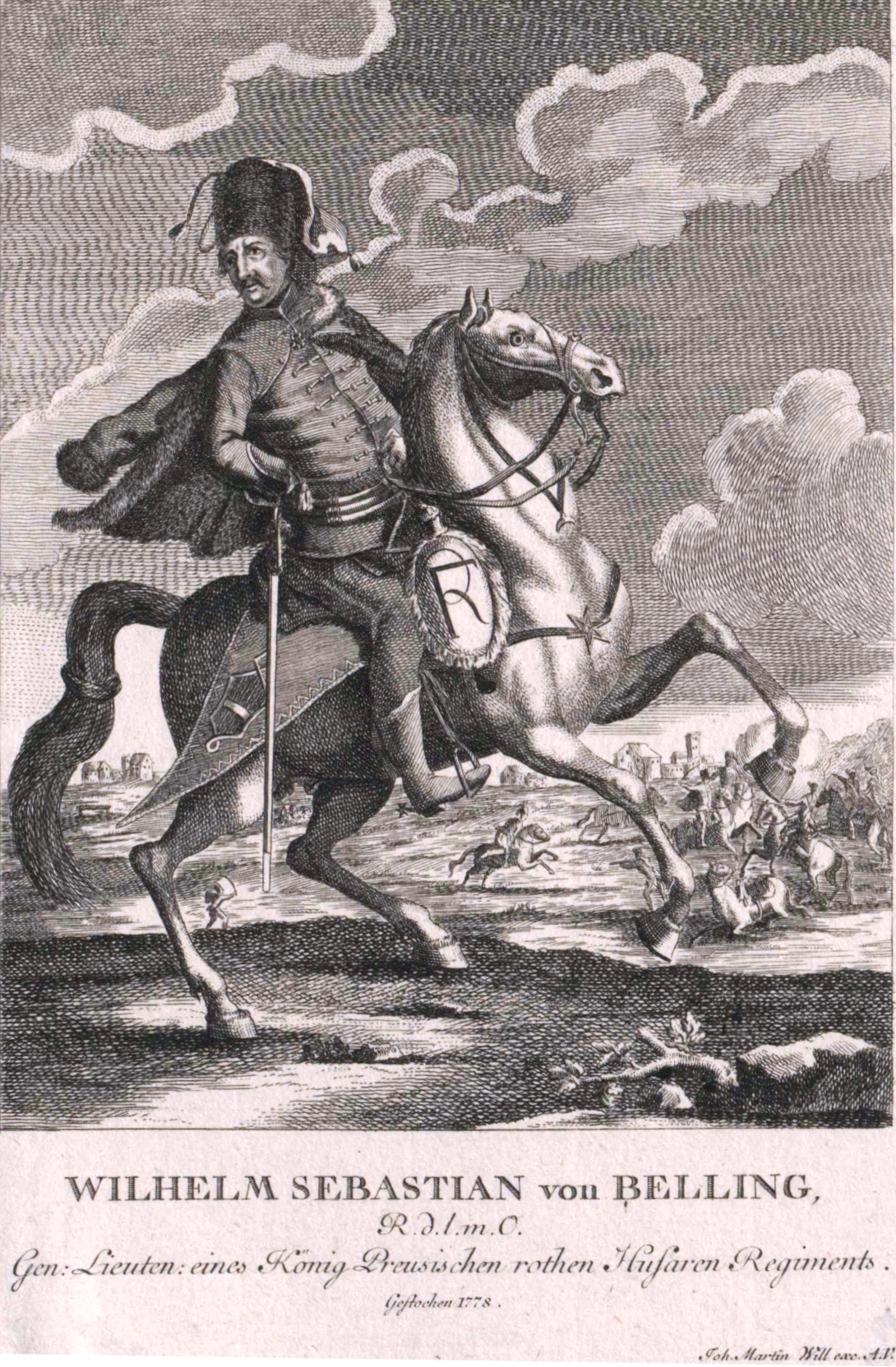
Wilhelm Sebastian von Belling in una stampa d'epoca nelle vesti di generale degli ussari prussiani

Belling nacque a Paulsdorf, nella Prussia orientale (attuale Pawłowo, in Polonia), figlio del tenente colonnello Johann Abraham von Belling e di sua moglie, Katharina von Kospoth. Egli era inoltre nipote del generale brandeburghese Johann Georg von Belling.
Belling venne educato come cadetto ed entrò a far parte dell'esercito prussiano nel 1737. Per la sua modesta corporatura, venne impiegato dapprima a Kolberg unicamente per servizi di guarnigione. Nel 1739 riuscì ad entrare nel corpo degli ussari prussiani e passò agli ussari Zieten nel 1741. Durante la guerra di successione austriaca, combatté le battaglie di Mollwitz, Hohenfriedberg, Praga e Kesselsdorf.
Belling ottenne l'Ordine Pour le Mérite nel 1757 per il suo brillante comportamento nel corso della guerra dei sette anni. Nel 1758 divenne comandante del nuovo reggimento di ussari prussiano sotto il comando del principe Enrico di Prussia che da lui presero il nome di Belling-Hussar. Per i suoi uomini scelse il motto Vincere aut mori (Vittoria o morte) e decise di porre sul colbacco uno scheletro completo con una lancia e una clessidra come simbolo della loro volontà di trionfare sul nemico ad ogni costo e la loro totale dedizione alla causa della Prussia.
Nella guerra di Pomerania, il 29 agosto 1760, gli ussari di Belling ruscirono a catturare il generale Gebhard Leberecht von Blücher e Belling, imparentato alla lontana con l'illustre prigioniero, riuscì di persuaderlo ad entrare a far parte degli ussari prussiani. Nel 1761 Belling, al comando di circa 5000 uomini, riuscì a ritardare l'avanzata di un corpo di 15.000 soldati svedesi nella Pomerania svedese. Ad ogni modo, nella Battaglia di Neuensund in quello stesso anno, venne sconfitto dalle forze svedesi, numericamente inferiori.
Nel 1776 venne promosso al rango di tenente generale e nel 1778 ottenne anche l'Ordine dell'Aquila Nera per il ruolo da lui avuto nella guerra di successione bavarese.
Belling morì alla testa dei suoi uomini a Stolp (attuale Słupsk, Polonia).
Belling aveva sposato Katharine Elisabeth von Grabow; la coppia ebbe i seguenti eredi:
- Karl (1748–1846)
- Anna Dorothea (1747–1818), sposò Friedrich von Goeckingk (1738–1813), generale degli ussari prussiano
- Friedrich Wilhelm Ferdinand Ludwig (legittimato nel 1777)

Di carattere, Wilhelm Sebastian von Bellin era descritto come cristiano devoto e pio.